# 武論尊
武論尊（ぶろんそん、本名：岡村 善行（おかむら よしゆき）、男性、1947年6月16日 - ）は、日本の漫画原作者。血液型はO型。別ペンネームは史村 翔（ふみむら しょう）。
代表作に『ドーベルマン刑事』、『北斗の拳』、『サンクチュアリ』、『HEAT-灼熱-』など多数。

## 来歴・人物
長野県南佐久郡野沢町（現・佐久市）出身。貧しい農家の末っ子で佐久市立野沢中学校を卒業後に高校へ進学せず、15歳の時に自衛隊生徒として熊谷基地の航空自衛隊に入隊。自衛隊時代は三等空曹として福岡県と佐賀県の境にある航空自衛隊背振山レーダー基地に勤務。よど号事件発生時にもレーダーの運用を行っていた。
7年間在職した自衛隊を除隊後、コンピュータの専門学校に通ったが、1971年の暮れ頃、自衛隊生徒時代の同期であった本宮ひろ志の仕事場にアシスタントとして転がり込む。だが、絵は苦手で昼間から麻雀ばかりしていたという。人に好かれる話術に長けていたことと、本宮が『武蔵』を連載する際の資料集めが丁寧だったことから、担当編集者であった西村繁男から指南を受け、漫画原作者への道を紹介される。
1972年に『週刊少年ジャンプ』（集英社）掲載の『五郎くん登場』（作画:ハセベ陽）で原作者デビュー。しばらくは原作者として成功できず、出す作品も短期打ち切りが続いていたが、1975年、平松伸二と組んだ『ドーベルマン刑事』（週刊少年ジャンプ）がヒット。人気原作者の仲間入りを果たす。
1983年、編集者の堀江信彦に請われ、『北斗の拳』（週刊少年ジャンプ）の原作を担当。大ヒット作となる。
1990年、池上遼一と組み『サンクチュアリ』（ビッグコミックスペリオール）を連載。これ以降、池上の漫画原作を多く手掛ける。
2017年7月20日、「進学が困難な若者に、勉学に励んで夢をかなえてほしい」と、出身地の佐久市に4億円を寄付。これを原資に佐久市は返還不要の給付型奨学金制度「佐久市SAKUコスモス育英基金」を設立、2018年度から運用開始。同時に漫画家や漫画原作者を目指す若者らを対象とする「武論尊100時間漫画塾」が開講されることになった。その運営費は武論尊本人が負担する。2022年、奨学金制度を継続するため、更に4億円を寄付した。以降も「SAKUコスモス育英基金事業」を充実させるために継続的に寄付を行っている。
2018年4月15日、「武論尊100時間漫画塾」を開塾。2024年3月には、長野県佐久市岩村田に4億円の私財を投じ「さくまんが舎」を建設。同施設は「武論尊100時間漫画塾」教室の他、ミュージアムも併設されている。同施設には北斗の拳で最も好きなキャラクターであるという「ジャギ」のステンドグラスが埋め込まれている。これは“ギヤマン学校”と呼ばれた佐久市中込にある重要文化財「旧中込学校」のオマージュである。

## 人物
『北斗の拳』のパチスロなど、それらに対する版権許諾要望等には柔軟な対応を示す一方、それが台詞の改変を含む「オリジナルの変更」を伴う場合は厳しい姿勢で臨むことでも知られている。この対応には、インタビューで「作画者および読者に対する当然の配慮」であると述べている。
大のアンチ巨人で、『週刊ヤングマガジン』の「好きなテレビ番組」の質問に「巨人の負け試合」と答えている。
無類の競馬好きで、多くの騎手とも親交がある。地方競馬、中央競馬の馬主資格も取得している。

## ペンネーム
「武論尊」のペンネームは、本宮プロで居候時に映画『さらば友よ』を見に行き、チャールズ・ブロンソンに似ているという話になって本宮プロのスタッフから「ブロンソン」のニックネームで呼ばれるようになり、「ブーちゃん」というニックネームとして定着していたため、デビュー時に漢字を当てて「武論尊」（ぶろんそん）とした。なお似ていると言い出したのは自称らしく、他のスタッフに言わせたのが始まりとのこと。
「史村翔」のペンネームは、1973年に『週刊少年マガジン』でシリーズ連載した『球豪伝』の際に、本名である岡村善行をローマ字「OKAMURA YOSHIYUKI」にして、そのアルファベットから組み替えて作った（いわゆる「アナグラム」）「SHIMURA SYO」（しむら しょう）に漢字を当てたものが初めに考案された。講談社の担当が「し」に当てる漢字を「史」に変更して「ふみ」と読むことを提案して、「史村翔」（ふみむら しょう）に決定された。
作品によって「武論尊」と「史村翔」の名義を使い分ける。これは人気漫画となっていた『ドーベルマン刑事』連載中に『週刊少年ジャンプ』編集部が他誌での連載を許さない「専属契約」締結を求めたが、他誌でもやりたいこと（『ファントム無頼』）があったため拒否して揉めた事が原因である。結局フリーのまま『ドーベルマン刑事』を続けることになり、「武論尊」名義では主に集英社での連載で、「史村翔」名義では集英社以外での連載で使い分けることになった。しかし「strain」執筆時に作画担当の池上遼一よりリクエストを受け「武論尊」名義を使用してからは、アクション系の作品では「武論尊」、それ以外でのコメディー系やシリアス系の作品では「史村翔」と作風によって使い分けている。

## 原作作品リスト

### 武論尊名義
- 五郎くん登場（画:ハセベ陽、1972年1号（読切31p）、週刊少年ジャンプ、集英社） - 原作者デビュー作。
- クライムスイーパー（画:逆井五郎、1973年、週刊少年ジャンプ、集英社）
- ピンク!パンチ!雅（画:逆井五郎、1974年、週刊少年ジャンプ）
- ドーベルマン刑事（画:平松伸二、1975年 - 1979年、週刊少年ジャンプ） - 初のヒット作。
- 影の戦闘隊（画:南一平、1978年 - 1980年、月刊少年ジャンプ、集英社）
- 花盛りまっしぐら（画:政岡としや、1979年 - 1980年、月刊少年ジャンプ、集英社）
- ビッグガン（画:門馬もとき、1980年、週刊少年ジャンプ）
- ホールドアップ!（画:弓月光、1981年 - 1982年、マーガレット、集英社）
- マッド・ドッグ（画:鷹沢圭、1983年、週刊少年ジャンプ） - 本作や『北斗の拳』は、中越戦争直後のカンボジアへ旅行した経験から書かれている。
- 北斗の拳（画:原哲夫、1983年 - 1988年、週刊少年ジャンプ）
- マンモス（画:小成たか紀、1984年 - 1988年、月刊少年ジャンプ）
- まじだよ!!（画:弓月光、1987年 - 1988年、月刊少年ジャンプ）
- 王狼（画:三浦建太郎、1989年、月刊アニマルハウス、白泉社）
- 王狼伝（画:三浦建太郎、1990年、月刊アニマルハウス）
- ジャパン（画:三浦建太郎、1992年、ヤングアニマル、白泉社）
- むしむしころころ（画:あだちつよし、1993年 - 1996年、スーパージャンプ、集英社）
- strain（画:池上遼一、1996年 - 1998年、ビッグコミックスペリオール、小学館）
- チェイス-追跡-（画:原哲夫、1997年No.2（巻頭カラー読切40p）、MANGAオールマン、集英社）
- HEAT -灼熱-（画:池上遼一、1998年 - 2004年、ビッグコミックスペリオール）
- GO FOR ぶれいく（画:あだちつよし、2000年、スーパージャンプ）
- ライジング・サン（画:松浦聡彦、2001年、週刊少年サンデー、小学館）
- 蒼天の拳（監修担当、画:原哲夫、2001年 - 2010年、週刊コミックバンチ、新潮社）
- 白い夏（画:あだち充、2002年36・37合併号（巻頭カラー読切51p）、週刊少年サンデー、小学館）
- G -GOKUDO GIRL-（画:原秀則、2002年 - 2004年、週刊ヤングサンデー、小学館）
- 覇-LORD-（画:池上遼一、2004年 - 2011年、ビッグコミックスペリオール）
  - SOUL 覇 第2章（画:池上遼一、2011年 - 2013年、ビッグコミックスペリオール）
- DOG LAW（画:上條淳士、2008年 - 2009年、ビッグコミックスピリッツ・YSスペシャル、小学館）
- FULL SWING（画:マツセダイチ、2010年 - 2012年、ゲッサン、小学館）
- 六文銭ロック（画:池上遼一、2013年 - 2017年、ビッグコミックスペリオール、小学館）
- Too BEAT（画:吉田史朗、2021年 - 、ビッグコミック増刊、小学館）

### 史村翔名義
- 球豪伝（画:増本繁行、守谷哲巳、大東豊治、関谷ひさし、1973年、週刊少年マガジン、講談社）
- 白球水滸伝 ほえろ竜（画:蛭田充、1975年、少年アクション、双葉社）
- リングのタカ王（画:桑田次郎、1975年、月刊少年マガジン、講談社）
- M25やくざ作戦（画:梅本さちお、1976年、週刊少年マガジン、講談社）[18]
- あばれジャイアンツ（画:左近士諒、1977年-1978年、小学五年生、小学館）
- 大器のマウンド（画:岩崎健二、1977年 - 1978年、週刊少年マガジン、講談社）[19]
- ファントム無頼（画:新谷かおる、1978年 - 1984年、週刊少年サンデー増刊号、小学館） - 史村名義での初ヒット。航空自衛隊勤務時代の経験を基に執筆。
- 素晴らしきバンディッツ（画:峰岸とおる、1979年 - 1980年、週刊少年マガジン、講談社）
- Oh! タカラヅカ（画:小野新二、1980年 - 1983年、週刊ヤングマガジン、講談社） - 『週刊ヤングマガジン』創刊から連載。美保純主演で映画化されたピンクコメディ。
- 天まであがれ（画:金井たつお、1981年 - 1982年、週刊少年サンデー）
- 列島198X（画:沖一、1981年 - 1982年、週刊ヤングマガジン）
- ワイルドウェイ（画:井上大助、週刊少年マガジン）
- 酎ハイれもん（画:しのはら勉、1982年 - 1984年、週刊ヤングマガジン）
- バージンによろしく（画:守村大、モーニング、講談社）
- ASTRONAUTS（画:沖一、1984年 - 1986年、週刊ヤングマガジン）
- Dr.クマひげ（画:ながやす巧、1985年 - 1988年、週刊ヤングマガジン）
- SHOGUN（画:所十三、1988年 - 1991年、週刊少年マガジン）
- 異流人（画:岡村賢二、1989年、週刊ヤングサンデー）
- ファイナルワン（1989年、週刊少年サンデー）
- 右向け左!（画:すぎむらしんいち、1989年 - 1991年、週刊ヤングマガジン） - 『ファントム無頼』とは別角度から書いたボンクラ自衛隊もの。
- サンクチュアリ（画:池上遼一、1990年 - 1995年、ビッグコミックスペリオール）
- ハワイアンスカイ（画:若林健次、ミスターマガジン、講談社）
- パッパカパー（画:水野トビオ、1992年 - 1994年、週刊ヤングマガジン）
- 田園いなご組（画:相馬雅之、1994年、週刊ヤングマガジン）
- 打ちてし止まん（画:直木ミッチー、ヤングマガジン増刊エグザクタ、講談社）
- オデッセイ（画:池上遼一、1995年 - 1996年、ビッグコミックスペリオール）
- 天空忍伝バトルボイジャー（画:結賀さとる、1995年 - 1997年、月刊少年ガンガン、エニックス）
- ラフストーリー（画:水野トビオ、1997年、週刊ヤングマガジン）
- G-HARD（画:所十三、1998年 - 1999年、週刊少年マガジン）
- さんぴんぶれいく（画:山本隆一郎、1998年 - 1999年、ヤングマガジンアッパーズ、講談社）
- フーセン（画:水野トビオ、ヤングマガジンアッパーズ）
- SILENCER（画:ながてゆか、2012年 - 2014年、ビッグコミックスペリオール）
- BEGIN（画:池上遼一、2016年 - 2020年、ビッグコミックスペリオール）

## その他

### シングル
うわさ
（c/w）おんな - シングルレコード。南十字音楽出版（自主制作）。NW-1011。本人歌唱